# XI. izborna jedinica za izbor zastupnika u Hrvatski sabor
XI. izborna jedinica za izbor zastupnika Hrvatski sabor izborna je jedinica u Republici Hrvatskoj.
Definirana je Zakonom o izbornim jedinicama za izbor zastupnika u Zastupnički dom Hrvatskoga državnog sabora od 29. listopada 1999. godine, člankom 12. Odluku o proglašenju donio je predsjednik Republike Hrvatske dr Franjo Tuđman 3. studenoga 1999. godine. Potpisnik zakona koji je donio Zastupnički dom Hrvatskoga državnog sabora je predsjednik Zastupničkog doma Vlatko Pavletić.
Ovo je zasebna izborna jedinica za izbor zastupnika u Zastupnički dom Hrvatskoga državnog sabora koje biraju hrvatski državljani koji nemaju prebivalište u Republici Hrvatskoj